# Athemistus howitti
Athemistus howitti là một loài bọ cánh cứng trong họ Cerambycidae.